# NGC 1843
NGC 1843 (другие обозначения — MCG -2-14-8, UGCA 107, IRAS05117-1041, PGC 16949) — спиральная галактика (Sc) в созвездии Орион.
Этот объект входит в число перечисленных в оригинальной редакции «Нового общего каталога».
В галактике вспыхнула сверхновая SN 2015be типа IIP, её пиковая видимая звездная величина составила 18,0.